# Daphne (đảo)

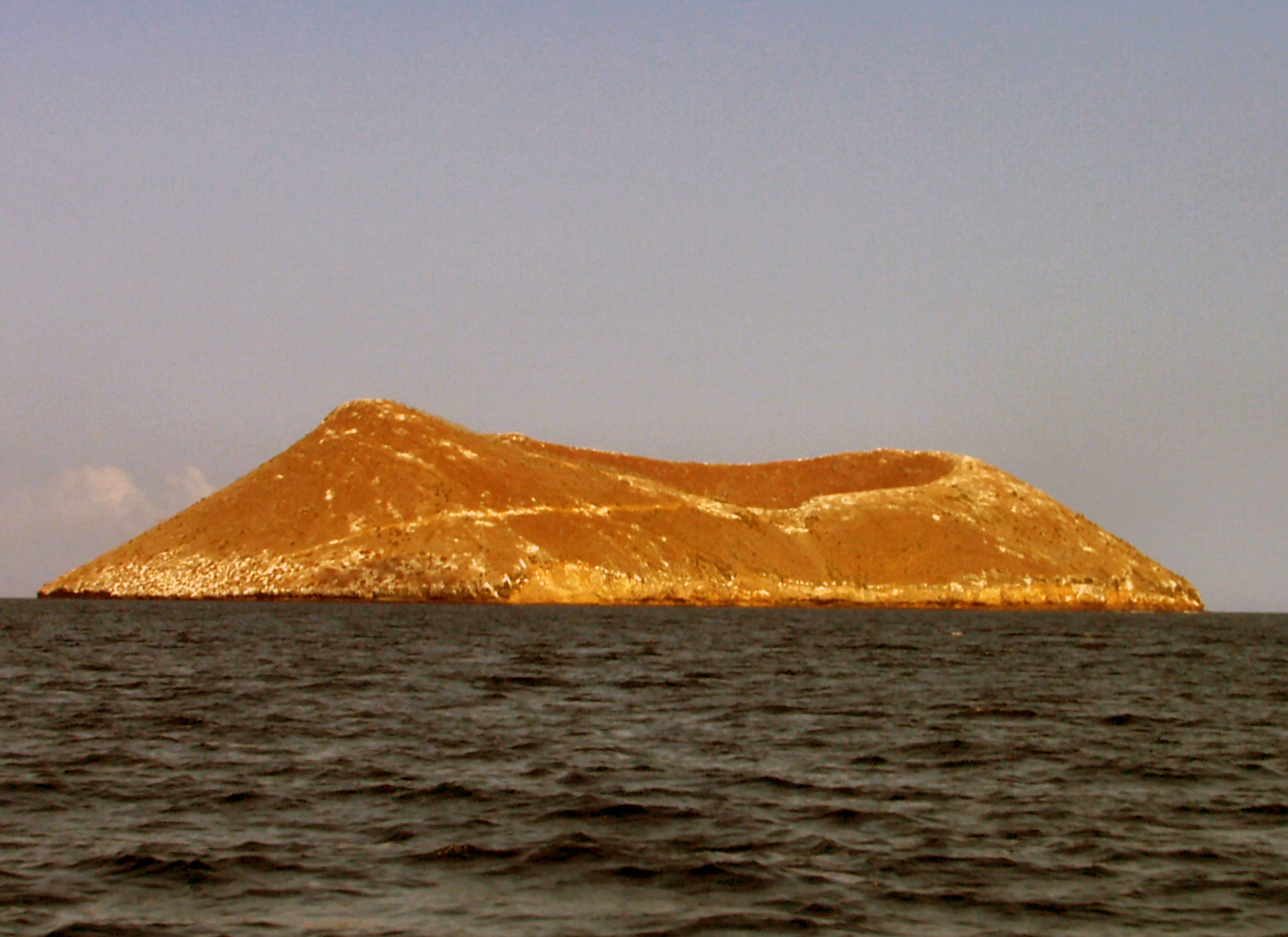
Đảo Daphne

Daphne là một đảo núi lửa nằm ở ngay phía bắc của đảo Santa Cruz và ở ngay phía tây của Sân bay Baltra trên quần đảo Galápagos. Đảo Daphne có diện tích là 34 ha (0,34 km²) và có một miệng núi lửa bằng đá tuff, không có cây cối. Bờ mép đảo cao 120 mét so với mực nước biển.
Mặc dù các du khách rất dễ tới quần đảo Galápagos, nhưng Ban quản lý Vườn quốc gia của quần đảo rất hạn chế việc cho du khách tới thăm đảo này, và đảo chỉ chủ yếu dùng cho việc nghiên cứu khoa học. Một cuộc nghiên cứu sâu về loài chim sẻ Darwin ở đây đã được hai nhà sinh học Peter và Rosemary Grant thực hiện trong khoảng thời gian trên 20 năm. Họ khảo sát tập tính và vòng đời của chim sẻ, và kết quả đã chứng minh hùng hồn cho thuyết tiến hóa của Darwin. Các nỗ lực của họ đã được ghi nhận trong quyển sách The Beak of the Finch đoạt giải Pulitzer.
Daphne cũng là nơi sinh sống của nhiều loại chim khác, trong đó có Progne modesta, Sula nebouxii, Sula granti, Asio flammeus, Phaethon aethereus và Fregata magnificens.